# Olga Kennard
Olga Weisz, conocida por su nombre de casada Olga Kennard, (Budapest, 23 de marzo de 1924-marzo de 2023) fue una investigadora británico-húngara, profesora de Química en la Universidad de Cambridge y fundadora y directora del Centro de Datos Cristalográficos de Cambridge hasta 1997. Es miembro de la Real Sociedad de Londres y oficial de la Orden del Imperio Británico.

## Biografía
Olga Kennard nació como Olga Weisz en Budapest el 23 de marzo de 1924. Su padre regentaba un banco y su madre provenía de una familia de comerciantes de antigüedades. La familia se trasladó al Reino Unido debido al creciente antisemitismo y la implementación de leyes discriminatorias hacia los judíos en Hungría. Olga empezó a interesarse por la ciencia, especialmente la química una vez en Inglaterra. Estudió ciencias naturales en el Newnham College en Cambridge; no obtuvo el título de grado Bachelor in Science porque en aquel entonces no se concedía a las mujeres, pero completó un máster en 1948 durante su estancia en el grupo de Max Perutz en los laboratorios Cavendish. Posteriormente obtuvo también el título de Doctor en Ciencias en 1971.
En 1948 se casó con David William Kennard y se trasladó a Londres.
Trabajó en el Consejo de Investigación Médica (MRC) hasta 1961, cuando obtuvo una posición en el departamento de Química Orgánica Inorgánica y Teórica de la Universidad de Cambridge. En 1962 se divorció de su marido y quedó a cargo de la educación de sus dos hijas. Entre 1965 y 1997 dirigió el Centro de Datos Cristalográficos de Cambridge, tarea que compaginó con el establecimiento de una unidad de cristalografía del MRC en Cambridge entre 1974 y 1989. 
En 1987 se convirtió en miembro de la Real Sociedad de Londres, formando parte del grupo de unas cuarenta mujeres entre sus aproximadamente mil miembros y al año siguiente fue nombrada oficial de la Orden del Imperio Británico. Fue profesora visitante en la Universidad de Londres entre 1988 y 1990. En 1994 se casó de nuevo con Arnold Burgen, profesor de farmacología en Cambridge y presidente de Academia Europæa.

## Actividades científicas

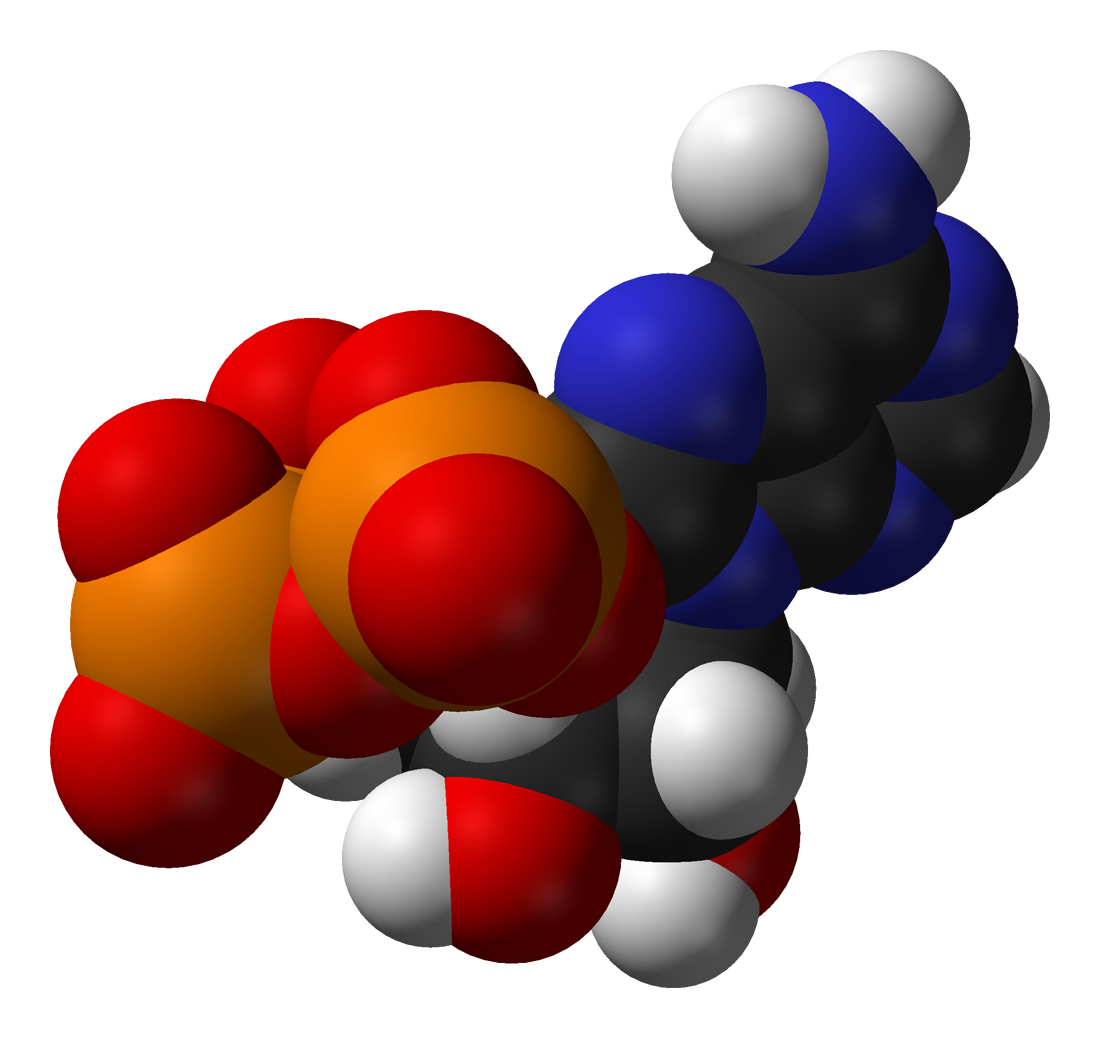
ATP, molécula de importancia biológica cuya estructura fue elucidada por Olga Kennard y sus colaboradores en 1970.

Durante el curso de su carrera, Olga Kennard determinó un gran número de estructuras orgánicas y de interés biológico mediante la técnica de cristalografía de rayos X, como las del adenosín trifosfato y la vancomicina, e hizo numerosos aportes a los estudios estructurales del ADN.
En 1965, estableció el Centro de Datos Cristalográficos de Cambridge (CCDC), una organización sin ánimo de lucro para compilar datos de las estructuras tridimensionales de compuestos orgánicos determinadas por difracción de rayos X y de neutrones. En aquellas fechas, la idea de reunir información bibliográfica y numérica sobre la estructura de moléculas era muy novedosa. Para organizar esta información, el CCDC creó la base de datos estructural de Cambridge (CSD) una de las primeras bases de datos numéricas y de utilidad en muchas áreas de investigación, en particular el desarrollo de fármacos. Kennard dirigió el centro hasta 1997.

## Premios y reconocimientos
- Premio de Química Estructural de la Chemical Society (1979).[7]
- Miembro de la Real Sociedad de Londres (1987).
- Oficial de la Orden del Imperio Británico (1988).